# Manifestación Internacional de Cine de Venecia
La Manifestación Internacional de Cine de Venecia tuvo lugar entre el 31 de agosto al 15 de septiembre de 1946. Fue la primera edición después de la suspensión, de 1943 a 1945, por la Segunda Guerra Mundial. Esta edición se considera una segunda fundación del Festival de Cine de Venecia. Los premios de los mejores actores y otros premios no se otorgaron: el premio a la mejor película perdió el nombre de Copa Mussolini y se unieron en un premio único de dos (Mejor película extranjera y mejor película italiana). Esta edición marca el retorno de las películas de los Estados Unidos que se ausentaron desde 1939.

## Jurado
Internacional
- Francesco Pasinetti[2]
- Umberto Barbaro
- Gino Visentini
- Francesco Callari
- Vinicio Marinucci
- Nikolaj Goršov
- Pierre Michaut

## Películas

### Sección oficial
Las películas siguientes se presentaron en la sección oficial:
| Título en español                         | Título original                           | Director(es)                                                       | País        |
| ----------------------------------------- | ----------------------------------------- | ------------------------------------------------------------------ | ----------- |
| Sylvie et le fantôme                      | Sylvie et le fantôme                      | Claude Autant-Lara                                                 | Francia     |
| Les Enfants du paradis                    | Les Enfants du paradis                    | Marcel Carné                                                       | Francia     |
| L'Épouvantail (cortometraje)              | L'Épouvantail (cortometraje)              | Paul Grimault                                                      | Francia     |
| Le Voleur de paratonnerres (cortometraje) | Le Voleur de paratonnerres (cortometraje) | Paul Grimault                                                      | Francia     |
| Panique                                   | Panique                                   | Julien Duvivier                                                    | Francia     |
| L'Homme au chapeau rond                   | L'Homme au chapeau rond                   | Pierre Billon                                                      | Francia     |
| Gardens of England (cortometraje)         | Gardens of England (cortometraje)         | Michael Hankinson                                                  | Reino Unido |
| Enrique V                                 | Henry V                                   | Laurence Olivier                                                   | Reino Unido |
| Men of Two Worlds                         | Men of Two Worlds                         | Thorold Dickinson                                                  | Reino Unido |
| El ladrón de Bagdad                       | The Thief of Bagdad                       | Ludwig Berger, Michael Powell, Tim Whelan, William Cameron Menzies | Reino Unido |
| Más allá de las nubes                     | The Way to the Stars                      | Anthony Asquith                                                    | Reino Unido |
| World Garden (cortometraje)               | World Garden (cortometraje)               | Robin Carruthers                                                   | Reino Unido |
| Bez viny vinovatye                        | Bez viny vinovatye                        | Vladimir Petrov                                                    | URSS        |
| Chapaev                                   | Chapaev                                   | Sergey Vasilev, Georgi Vasilyev                                    | URSS        |
| El diputado del Báltico                   | Deputat Baltiki                           | Iosif Kheifits, Aleksandr Zarkhi                                   | URSS        |
| La familia Taras                          | Nepokoryonnye                             | Mark Donskoy                                                       | URSS        |
| The Vow                                   | Pitsi                                     | Mikheil Chiaureli                                                  | URSS        |
| Kamennyy tsvetok                          | Kamennyy tsvetok                          | Aleksandr Ptushko                                                  | URSS        |
| Zhila-byla devochka                       | Zhila-byla devochka                       | Viktor Eysymont                                                    | URSS        |
| Il sole sorge ancora                      | Il sole sorge ancora                      | Aldo Vergano                                                       | Italia      |
| Eugenia Grandet                           | Eugenia Grandet                           | Mario Soldati                                                      | Italia      |
| Montecassino                              | Montecassino                              | Arturo Gemmiti                                                     | Italia      |
| Pian delle stelle                         | Pian delle stelle                         | Giorgio Ferroni                                                    | Italia      |
| Paisà                                     | Paisà                                     | Roberto Rossellini                                                 | Italia      |
| Bambini in città (cortometraje)           | Bambini in città (cortometraje)           | Luigi Comencini                                                    | Italia      |
| Il cantico dei marmi (cortometraje)       | Il cantico dei marmi (cortometraje)       | Giovanni Rossi, Piero Benedetti                                    | Italia      |
| Canción inolvidable                       | A Song to Remember                        | Charles Vidor                                                      | EE. UU.     |
| Bambi                                     | Bambi                                     | David Hand                                                         | EE. UU.     |
| Sangre y arena                            | Blood and Sand                            | Rouben Mamoulian                                                   | EE. UU.     |
| Los verdugos también mueren               | Hangmen Also Die!                         | Fritz Lang                                                         | EE. UU.     |
| La cadena invisible                       | Lassie Come Home                          | Fred M. Wilcox                                                     | EE. UU.     |
| Cartas a mi amada                         | Love Letters                              | William Dieterle                                                   | EE. UU.     |
| Vieja amistad                             | Old Acquaintance                          | Vincent Sherman                                                    | EE. UU.     |
| Perversidad                               | Scarlet Street                            | Fritz Lang                                                         | EE. UU.     |
| Amor sublime                              | Sister Kenny                              | Dudley Nichols                                                     | EE. UU.     |
| Las campanas de Santa María               | The Bells of St. Mary's                   | Leo McCarey                                                        | EE. UU.     |
| The Fighting Lady                         | The Fighting Lady                         | Edward Steichen, William Wyler                                     | EE. UU.     |
| La vida de Émile Zola                     | The Life of Emile Zola                    | William Dieterle                                                   | EE. UU.     |
| El retrato de Dorian Gray                 | The Picture of Dorian Gray                | Albert Lewin                                                       | EE. UU.     |
| El sureño                                 | The Southerner                            | Jean Renoir                                                        | EE. UU.     |
| Como te quise te quiero                   | This Love of Ours                         | William Dieterle                                                   | EE. UU.     |
| Un hombre fenómeno                        | Wonder Man                                | H. Bruce Humberstone                                               | EE. UU.     |

## Premios[4]
- Mejor película: El sureño de Jean Renoir
- Menciones especiales: 
  - Il sole sorge ancora de Aldo Vergano
  - Enrique V de Laurence Olivier
  - Le Rhône
  - Los verdugos también mueren de Fritz Lang
  - Panique de Julien Duvivier
  - Les Enfants du paradis de Marcel Carné
  - Paisà de Roberto Rossellini
- Mejor cortometraje: Barboni de Dino Risi
- Mejor documental: Sovjetski sport
- Mejor diseño animado: Le Voleur de paratonnerres